# Lijst van bezienswaardigheden van Eindhoven

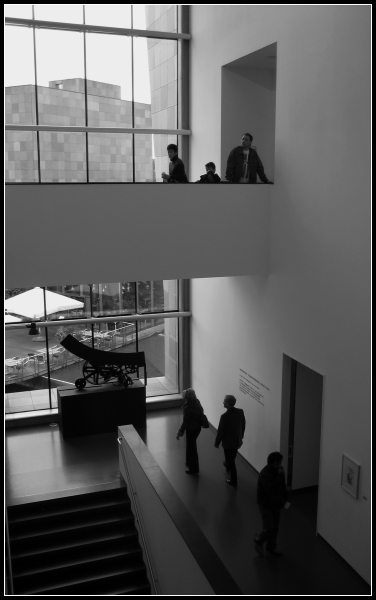
Van Abbe Museum

Dit artikel biedt een lijst van bezienswaardigheden van Eindhoven. Eindhoven is een van de belangrijkste culturele centra in het zuiden van het land. Er zijn diverse musea, poppodia en theaters te vinden.

## Bouwwerken
In de stad zijn enkele bezienswaardige historische panden te bezoeken. Met name de sporen van het industrialisatieproces, aanvankelijk van de textiel- sigaren- en luciferbranche en later voornamelijk van Philips, zijn kenmerkende overblijfselen uit de 19de en de 20ste eeuw.

### Religieuze bouwwerken

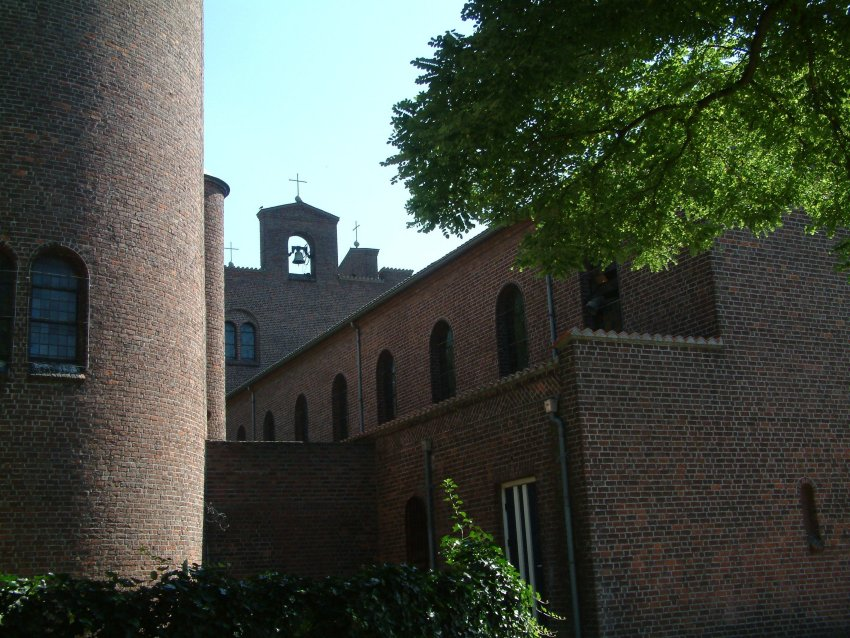
Don Boscokerk in Stratum

- Klooster Mariënhage (oorspronkelijk 15e-eeuws). Dit is een vleugel van het Augustijnenklooster, die te vinden is in het gebied tussen Vestdijk en Dommel.

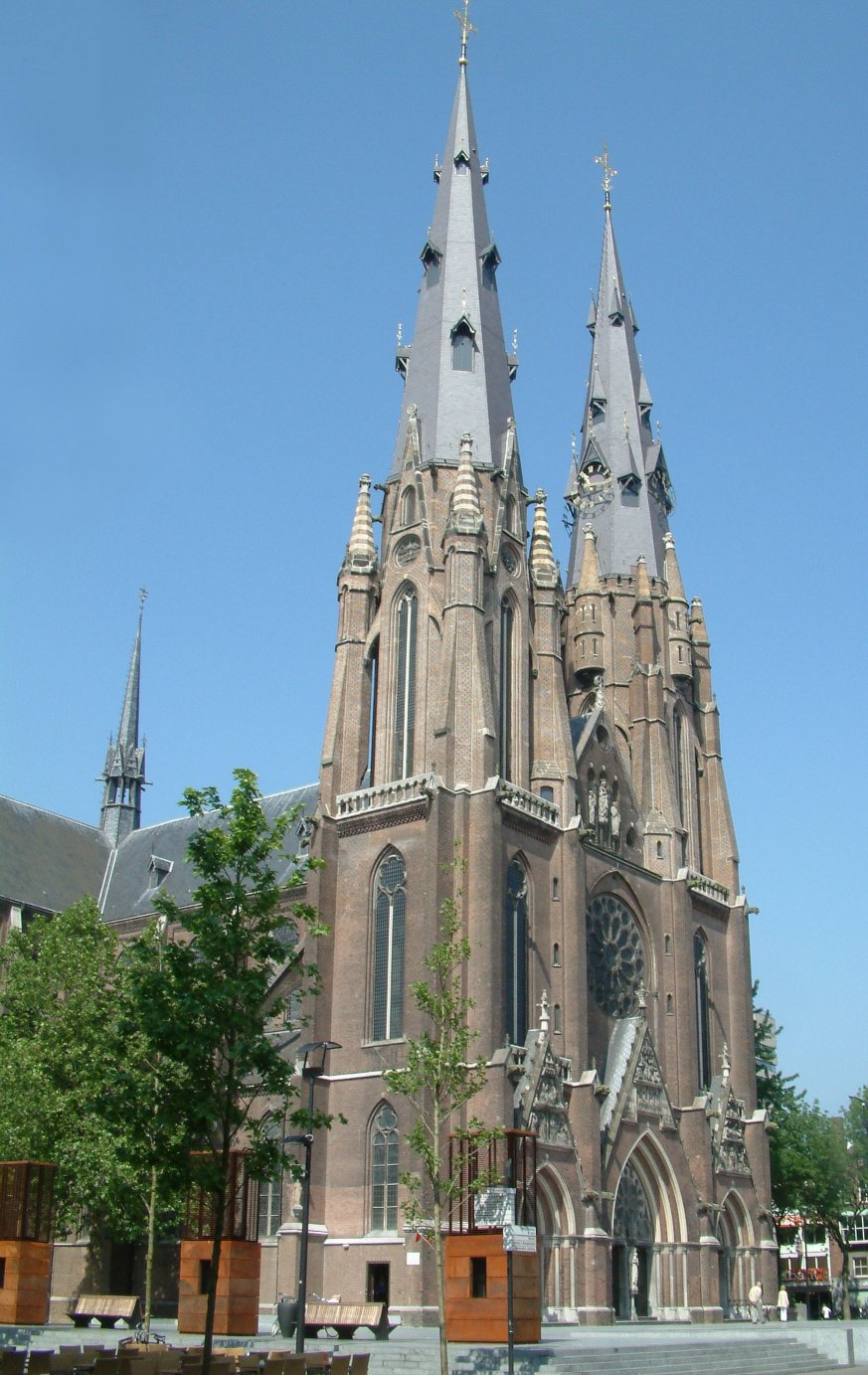
Sint-Catharinakerk (1867) is een neogotische driebeukige kruisbasiliek met twee torens, ontworpen door Pierre Cuypers. De kerk toont veel symboliek: zo beeldt de slanke, vrouwelijke linkertoren reinheid uit, de mannelijke rechtertoren kracht. Het Catharinaplein voor de kerk bevat vensters, waardoorheen de fundamenten van de middeleeuwse voorganger van deze kerk zijn te zien.
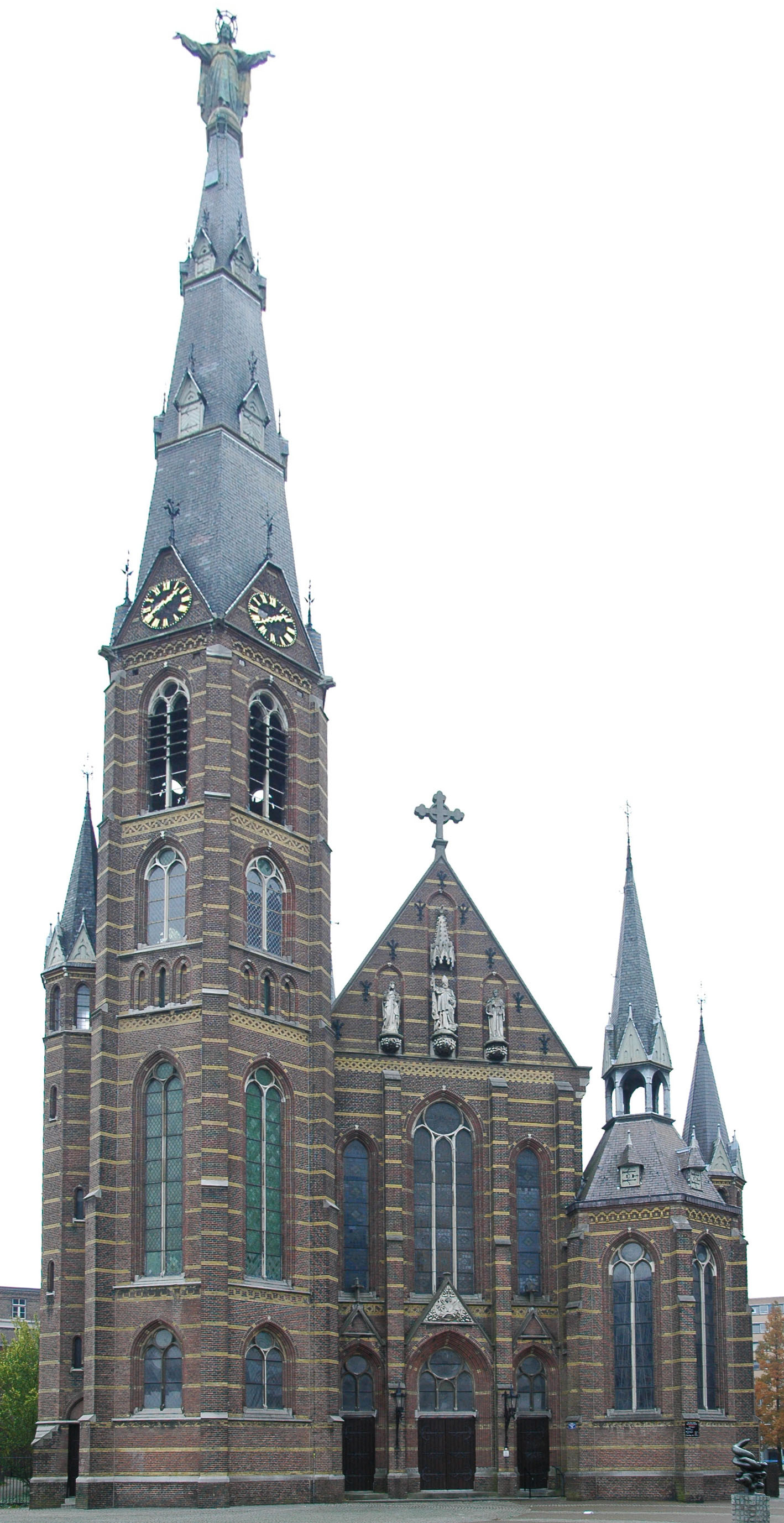
Paterskerk

- Heilig Hart of Augustijnenkerk (1898), in de volksmond Paterskerk genoemd.
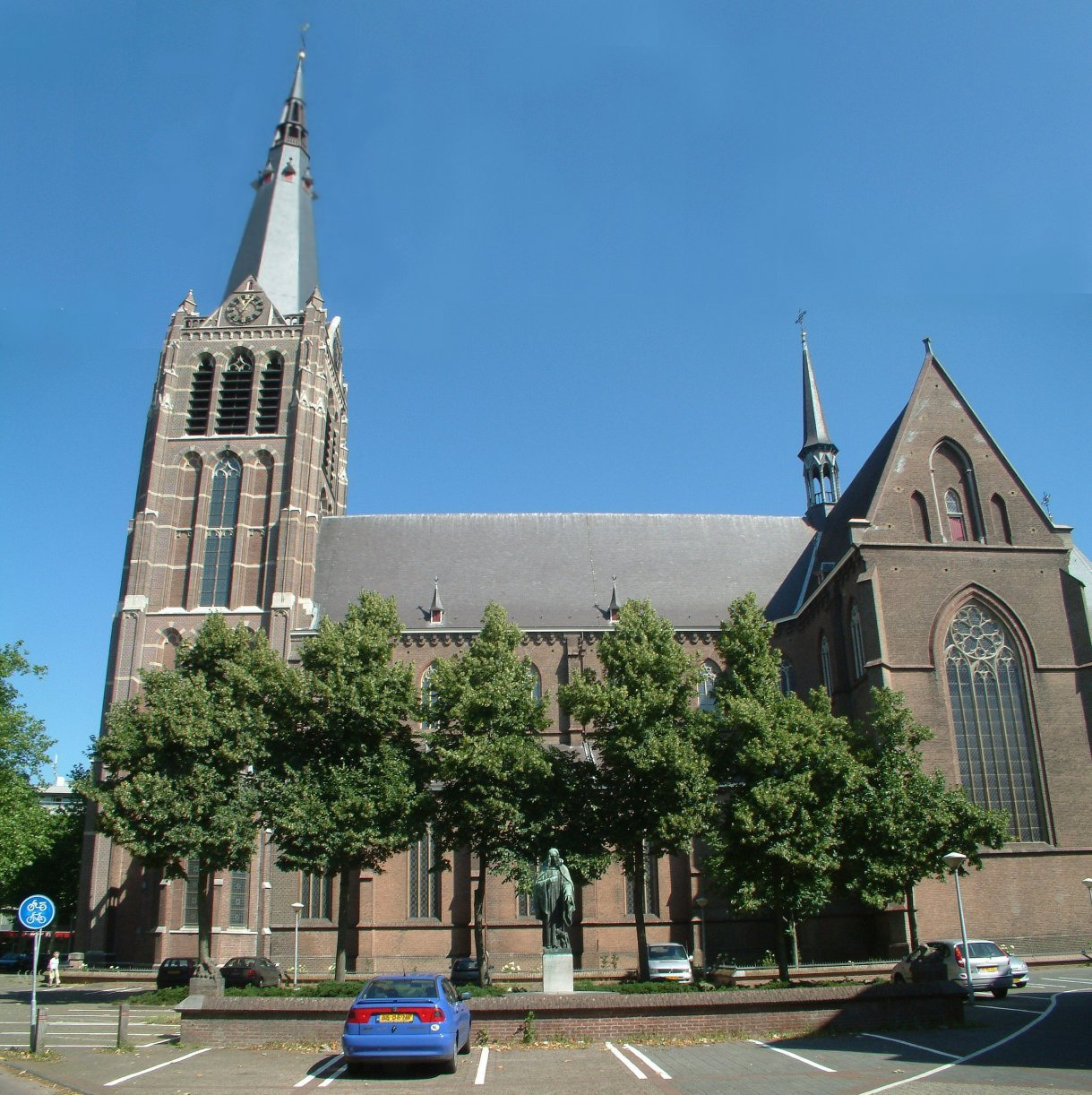
Sint-Joriskerk
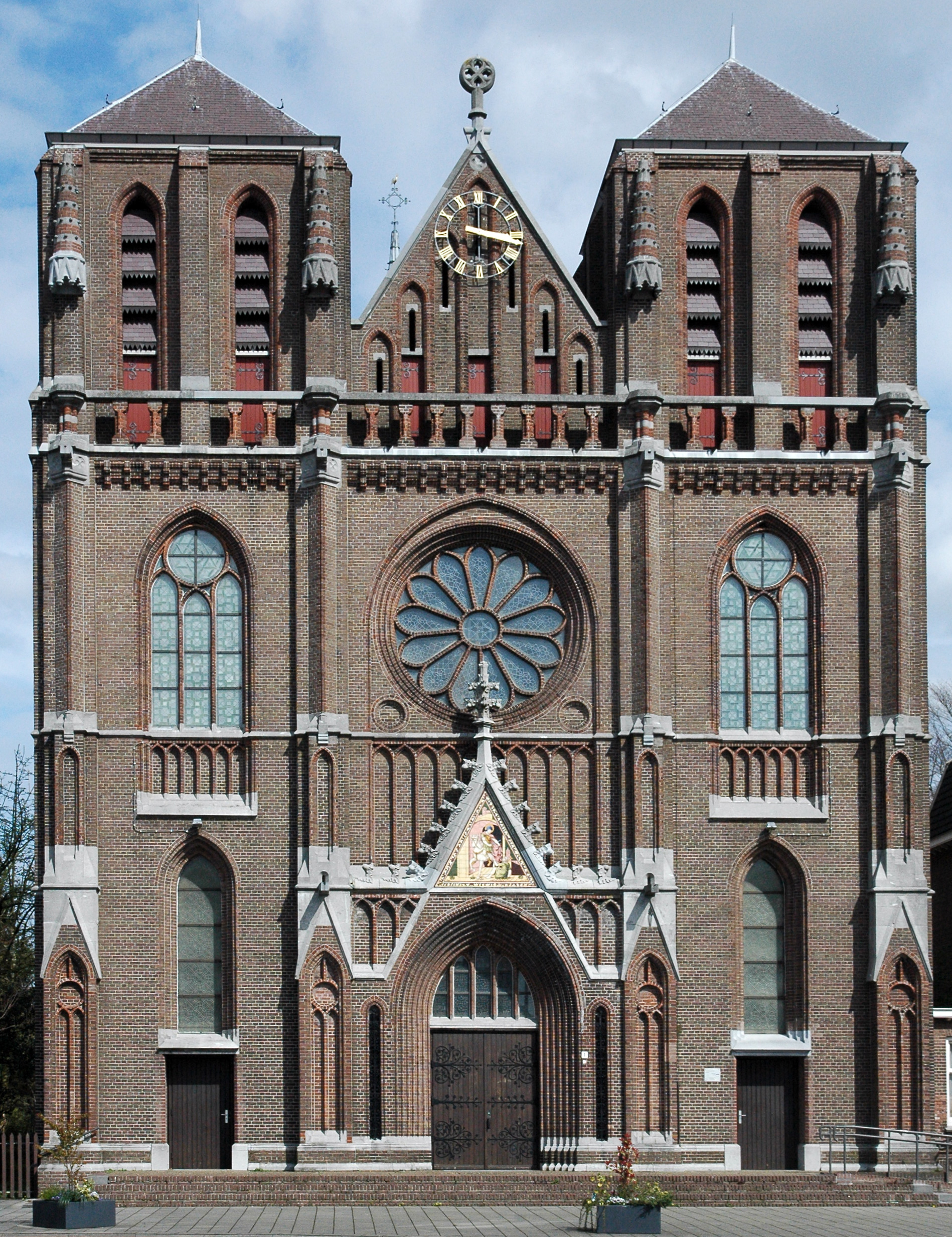
Sint-Martinuskerk
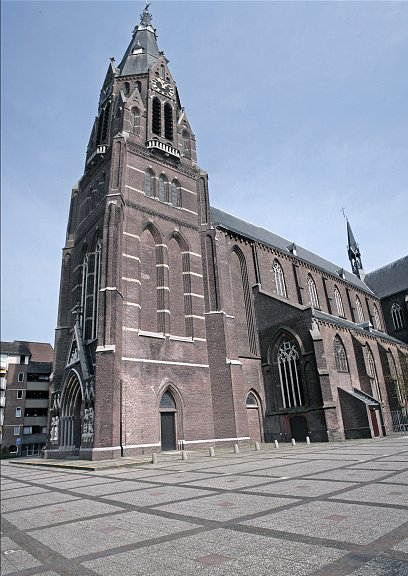
Sint-Petruskerk
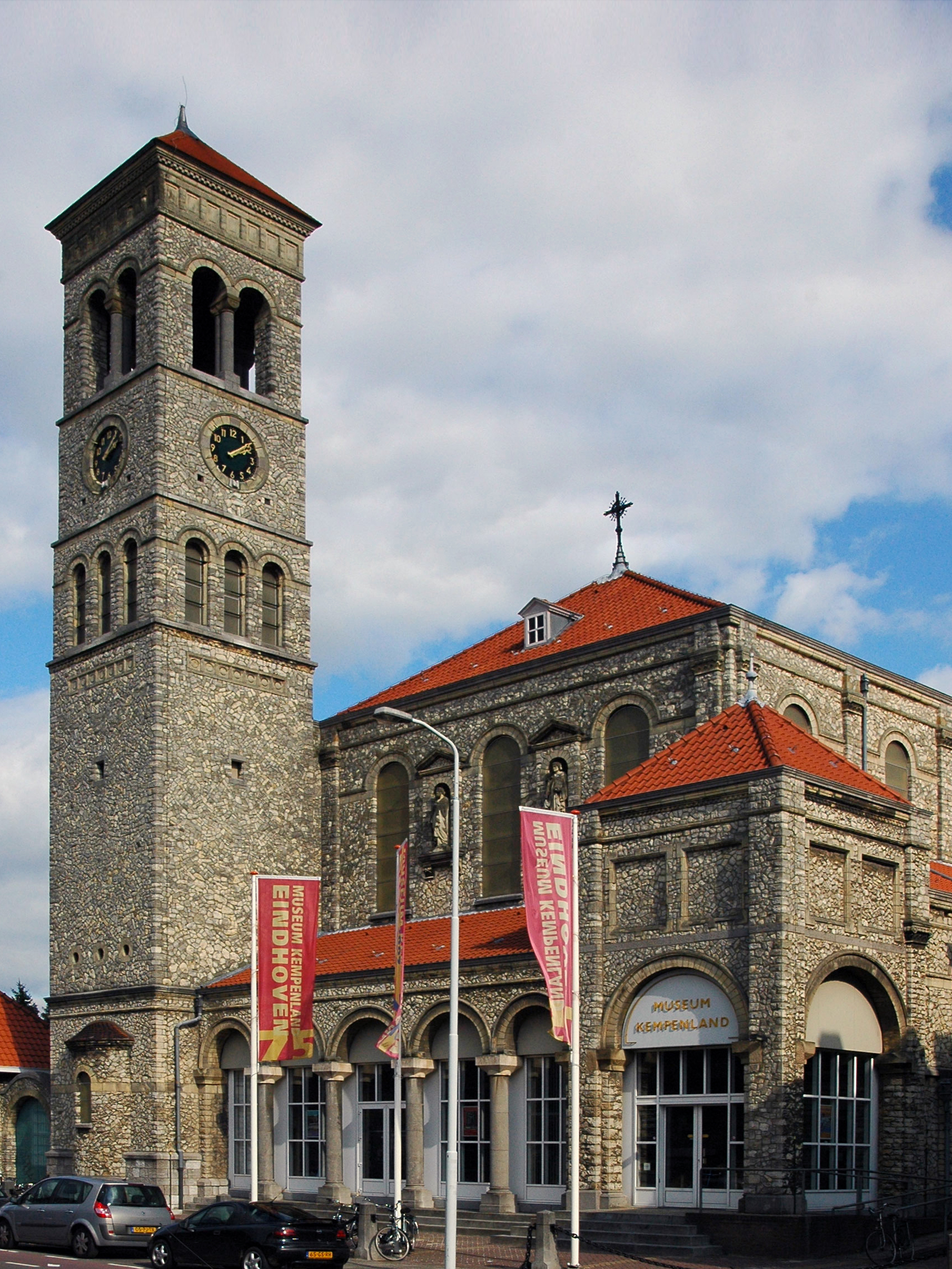
Steentjeskerk
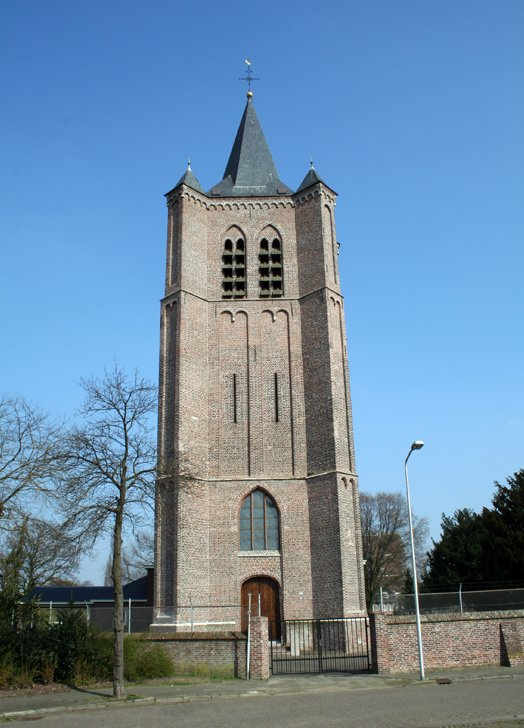
Tevens zijn er nog andere kerken te vinden in Eindhoven, zoals de Don Boscokerk, de Sint Gerarduskerk en de Oude Toren.
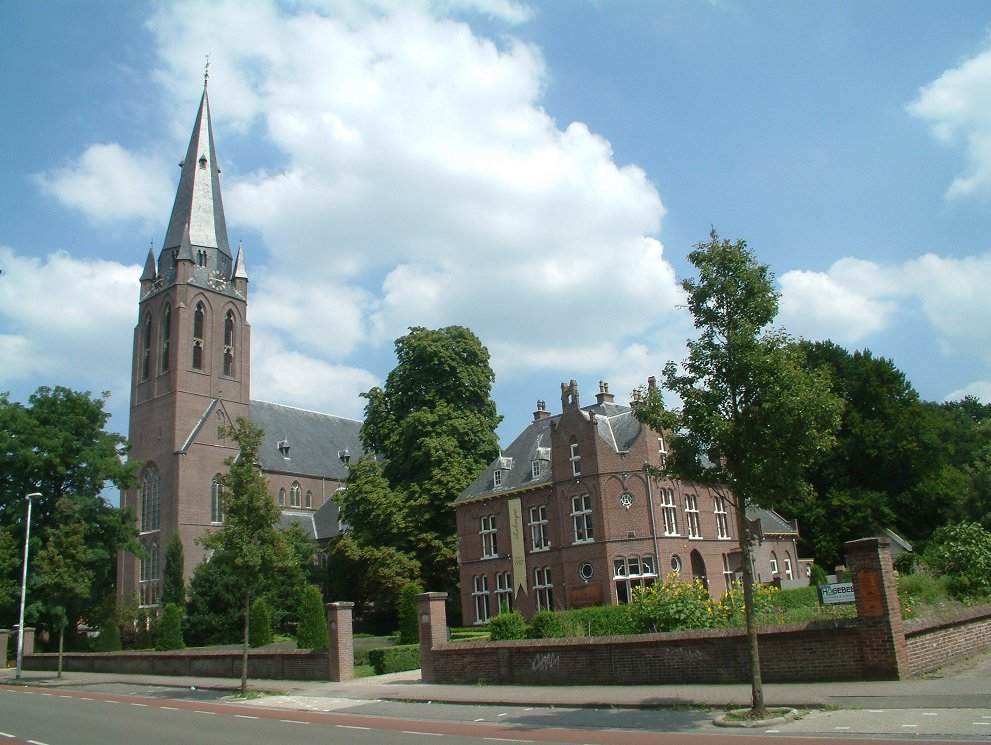
Sint-Lambertuskerk

### Wereldlijke bouwwerken

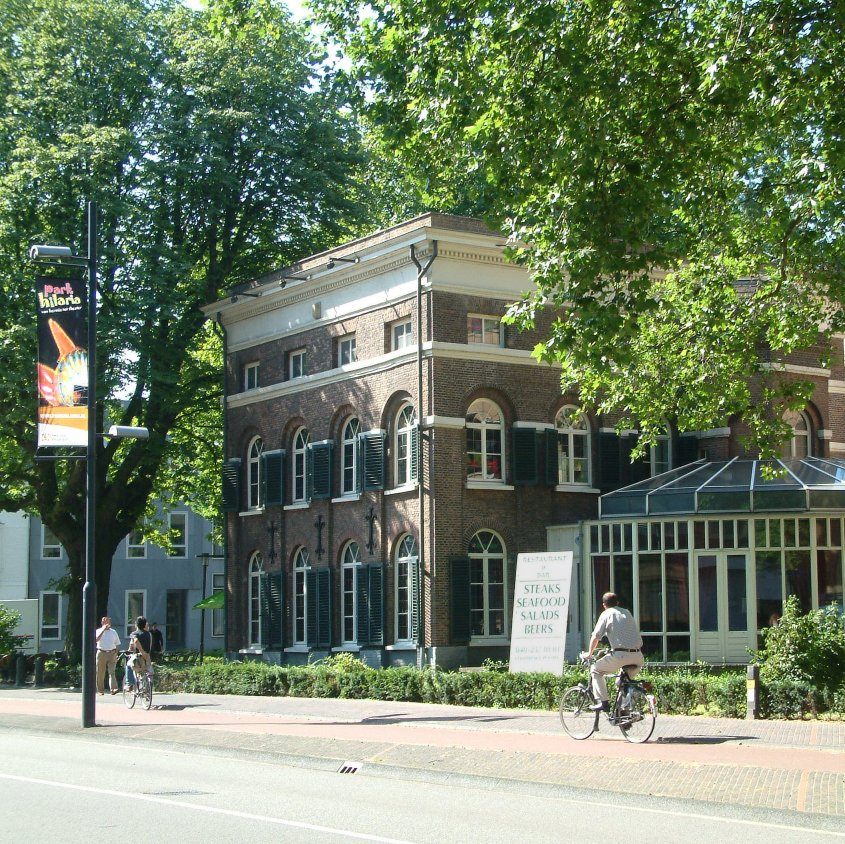
Villa Ravensdonck anno 2008

- Gerechtsgebouw. Dit neoclassicistische gebouw op Stratumseind 32 werd in gebruik genomen in 1843. Het bevindt zich op de plaats van de voormalige herberg De Ster, waarvan nog resten aanwezig zijn. Achter het gebouw bevindt zich een binnenplaats met resten van de vroegere gevangenis. De voorgevel is gekenmerkt door een cordon die de verdiepingen afscheidt, en een kroonlijst. Ook bevindt zich hier nog het woord Justitia, dat aan de vroegere functie herinnert. In dit gebouw was van 1971-1983 het Museum Kempenland gevestigd, het was een cultureel centrum en Grand Café met de naam De Krabbendans. De laatstgenoemde naam is overgenomen door de kunstuitleen. De naam Krabbendans kwam van de heer C. Krabbendam, die hoofd was van het schoolgebouw dat van 1957-1967 als cultureel centrum in gebruik was.
- Ten Hagestraat 2 of Villa Ravensdonck. Deze villa uit 1830 bevindt zich op de plaats van het vroegere Kasteel van Eindhoven.
- Ten Hagestraat 9 is een statig herenhuis uit 1858, gebouwd voor J.W. van der Velden. De gevel is uitgevoerd in eclectische stijl en is witgepleisterd. De bovenvensters zijn versierd met frontons en boven de ingangsdeur bevindt zich een gevelsteen met daarop een eekhoorn. Ook bevat de gevel een rijkversierde kroonlijst.
- Ten Hagestraat 11 is een statig herenhuis uit 1854 met een schilddak en een symmetrische, witgestucte voorgevel. Het gebouw verkreeg een aanbouw en dakkapellen in 1920. Deze werden ontworpen door Louis Kooken.
- Ten Hagestraat 13. Een herenhuis uit 1830, uitgevoerd in schoon metselwerk, dat nog enkele 18e-eeuwse elementen bevat, gebouwd voor F. van den Bichelaer, die er Het Groen Koffiehuis begon. Het gebouw is een rijksmonument en vormt met de naastgelegen panden 9 en 11 een aantrekkelijk ensemble.

### Industrieel erfgoed
In Eindhoven en de geannexeerde dorpen zijn een aantal gebouwen te bewonderen die getuigen van de industriële revolutie. Het betreft met name overblijfselen van de textiel-, sigaren-, en luciferindustrie. Speciale aandacht verdienen daarnaast ook de gebouwen en overig erfgoed dat in de 20ste eeuw dankzij de aanwezigheid van Philips is tot stand gebracht.

#### Philips-erfgoed

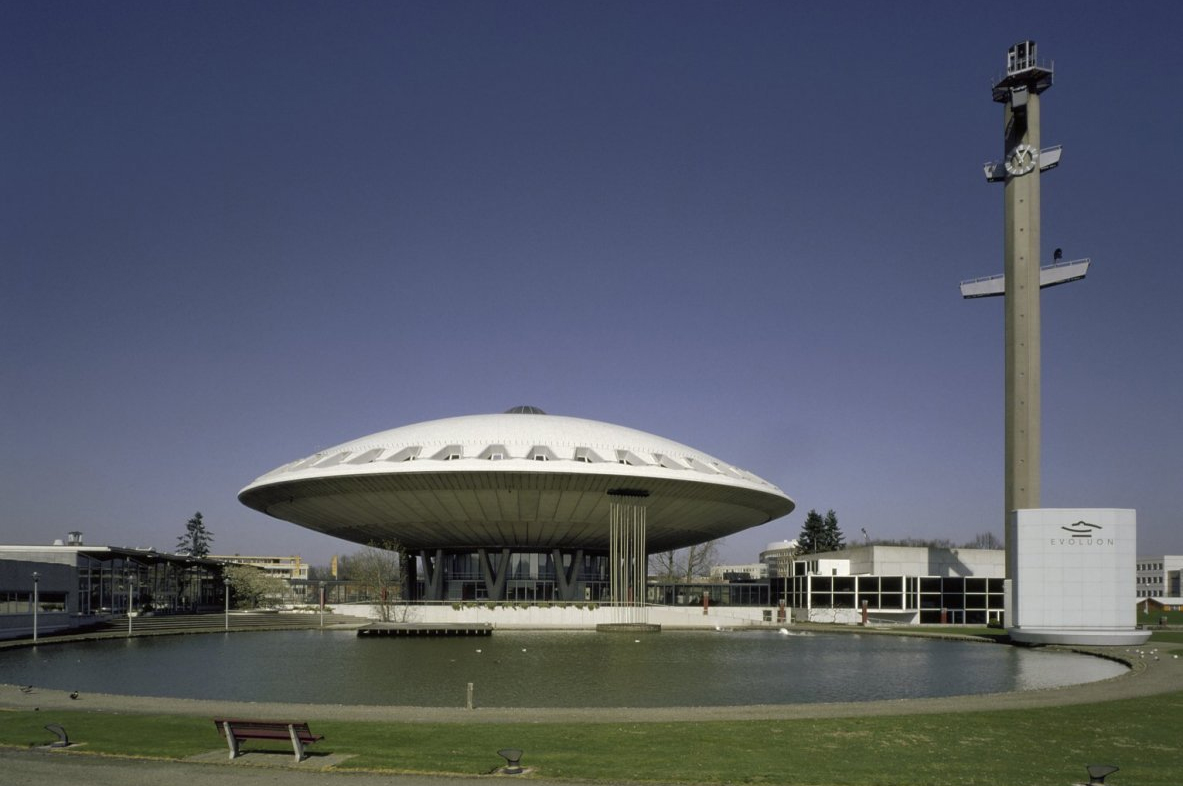
Evoluon

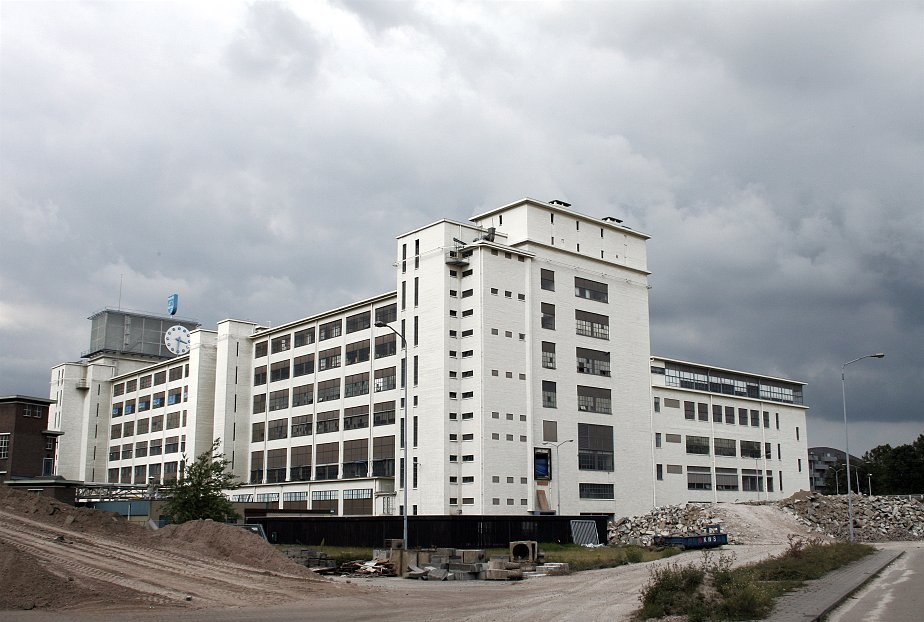
Strijp-S

- Eerste Gloeilampenfabriek (oorspronkelijk uit 1869) is het fabrieksgebouw waar Frederik Philips en zijn zoon Gerard Philips in 1891 begonnen zijn met de fabricage van gloeilampen. In dit gebouw zijn nog werkende machines van het type waarmee zij hun eerste gloeilampen produceerden. Daarnaast is in het fabriekshalletje, dat tegen het voorpand aanstaat, een museum over kunstlicht-kunst. Philips begon in een leegstaande bukskinfabriek, waar voordien ook nog springveeren zijn vervaardigd.
- Witte Dame (1931) is een gerenoveerd fabrieksgebouw aan de Emmasingel in het centrum van de stad. Het gebouw is ontworpen door Dirk Roosenburg volgens de regels van de nieuwe zakelijkheid. Het deed dienst als radiofabriek. Eind jaren 90 van de 20e eeuw heeft het gebouw een herbestemming gekregen nadat Philips in de jaren 80 het gebouw had verlaten. Er zijn onder meer de Design Academy Eindhoven en de Openbare Bibliotheek Eindhoven gevestigd.
- Lichttoren (1921) is een toren opgetrokken uit skeletbouw van gewapend beton, een voor die tijd uiterst revolutionaire constructietechniek in Nederland. De toren en het aangrenzende gebouw zijn ontworpen door L.S.P. Scheffer, in het bureau TABROS samenwerkend met D. Roosenburg. In de toren werden Philips-lampen getest op hun duurzaamheid op zogenaamde brandramen en staat op de hoek van de voormalige Philips gebouwen EC-ED. Daarom brandde jarenlang 24 uur per dag licht in de toren. In 2007 wordt de Lichttoren gerenoveerd, waarbij het interieur zodanig wordt aangepast dat er een hotel in kan worden gevestigd. De bovenste verdieping zal dienst blijven doen als brandruimte voor lampen. De Lichttoren is een rijksmonument. Van 2007-2008 waren er werkzaamheden gaande om het complex te transformeren in een hotel.
- Voormalig Philips hoofdkantoor aan de Emmasingel. Dit enorme gebouw aan de Emmasingel, dat uit 1927 stamt, is de opvolger van een nog ouder kantoor dat er tegenover stond en inmiddels is gesloopt. Mooi zijn de glas- in lood vensters in het trappenhuis van Joep Nicolas, die technologisch optimisme uitstralen. In de volksmond werd dit 'gebouw later 'De Bruine Heer' genoemd. Het is gebruikt als noodonderkomen voor de Technische Universiteit Eindhoven toen het Auditorium wegens rookschade gedurende enige tijd was gesloten.

veel aan Philips gerelateerde monumenten zijn te vinden in stadsdeel Strijp, zoals:
- Evoluon (1966) is een paddenstoelvormig gebouw ontworpen door Louis Kalff en Leo de Bever. Het was bedoeld als uithangbord voor de industriële revolutie en dan met name die aspecten daarvan waarbij Philips betrokken was. Het gebouw is door dit bedrijf aan de stad Eindhoven geschonken bij haar 75-jarig bestaan in 1966.
- Philips Stadion (oorspronkelijk 1913) is de thuishaven van voetbalclub PSV. Naast het bewonderen van het moderne stadion tijdens een rondleiding, kleeft er aan dit gebouw een interessante historie. Sinds de oprichting van de voetbalclub speelt zij namelijk al op dezelfde locatie. De eerste tribune is in 1916 geopend. Sindsdien is het stadion door de jaren heen aangepast.
- Strijp-S is een voormalig industriecomplex van Philips in het stadsdeel Strijp. Het herbergt tal van industriële monumenten en wordt in het kader van een ambitieus plan, dat loopt tot 2020, omgebouwd tot een levendige wijk met culturele voorzieningen en woningen.

Moderne architectuur

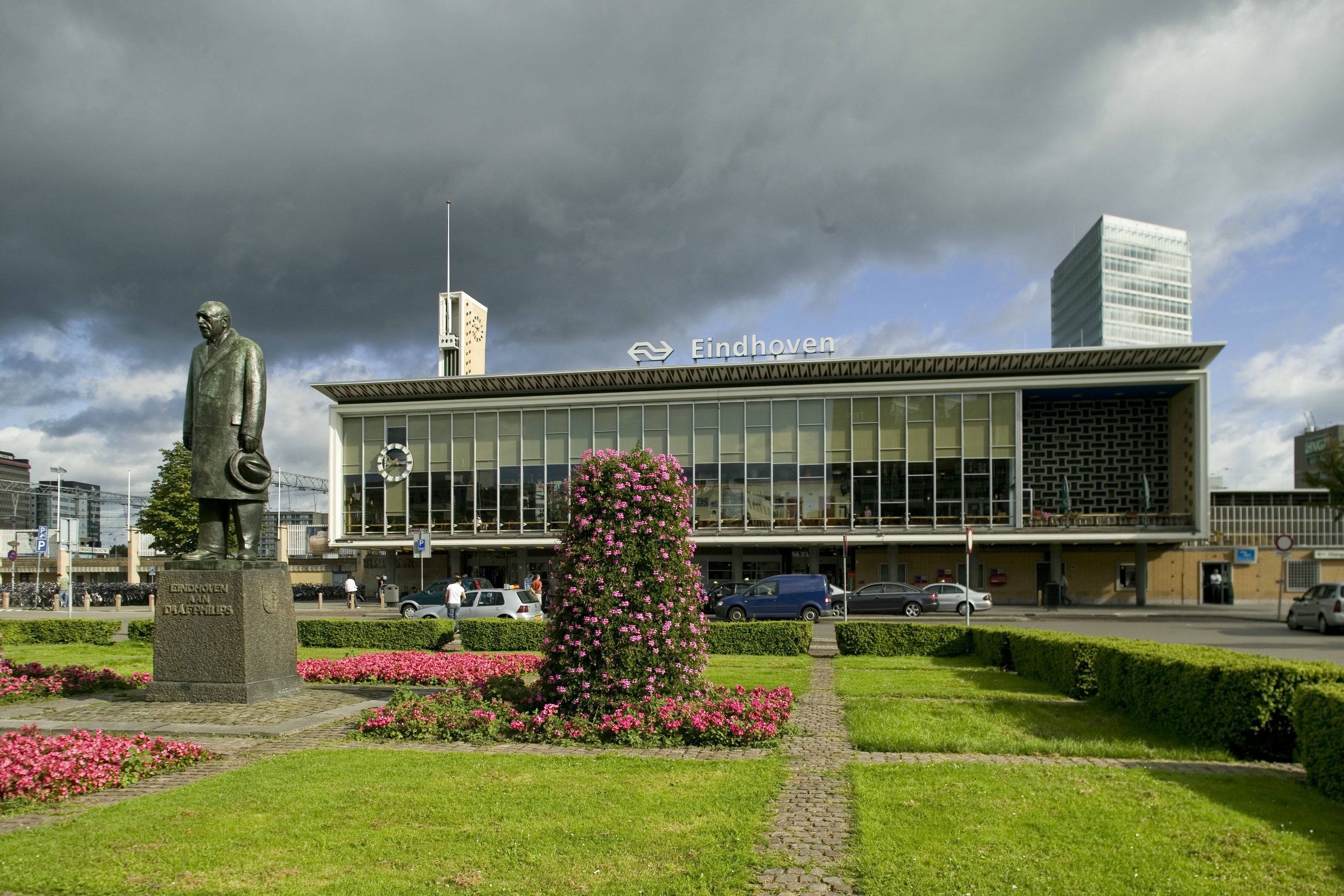
Station

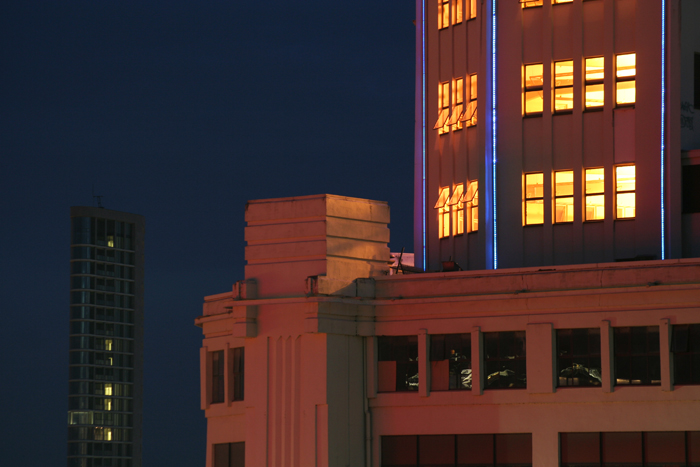
Moderne architectuur en historie naast elkaar

- Station Eindhoven Centraal (1956) is een exemplaar van modernistische wederopbouwarchitectuur. Het gebouw is een ontwerp van architect Koen van der Gaast. In de visie van Van der Gaast moest het station ten opzichte van de andere vervoermiddelen een opvallende plaats innemen. Dit stedenbouwkundige aspect speelde voor hem een voorname rol. Niet de menselijke maat was het uitgangspunt, maar de stedelijke ruimte gaf de doorslag bij de maatvoering.
- Vesteda Toren (2006) is een woontoren van 90 meter hoog aan de Vestdijk. Door zijn ruitvorm is het gebouw een icoon voor de stad geworden. Architect is Jo Coenen, die tevens het gehele masterplan voor het gebied 'Smalle Haven' heeft ontwikkeld.
- Nieuwbouw van het Van Abbemuseum (2003). Het museumpand uit 1936, dat ontworpen is door architect A.J. Kropholler in traditionalistische stijl, werd in de jaren 90 te klein bevonden waardoor werd besloten tot renovatie van het oude gebouw en de bouw van een geheel nieuwe vleugel. De Amsterdamse architect Abel Cahen werkte het plan uit.
- De Admirant (2006) is een woontoren van 105 meter hoog gelegen tegenover de Witte Dame aan de Emmasingel. Bijzonder aan het ontwerp zijn onder meer de onderste verdiepingen: deze zijn zo ontworpen dat ze aansluiten op het oude Philips-hoofdkantoor (de Bruine Heer).

## Parken

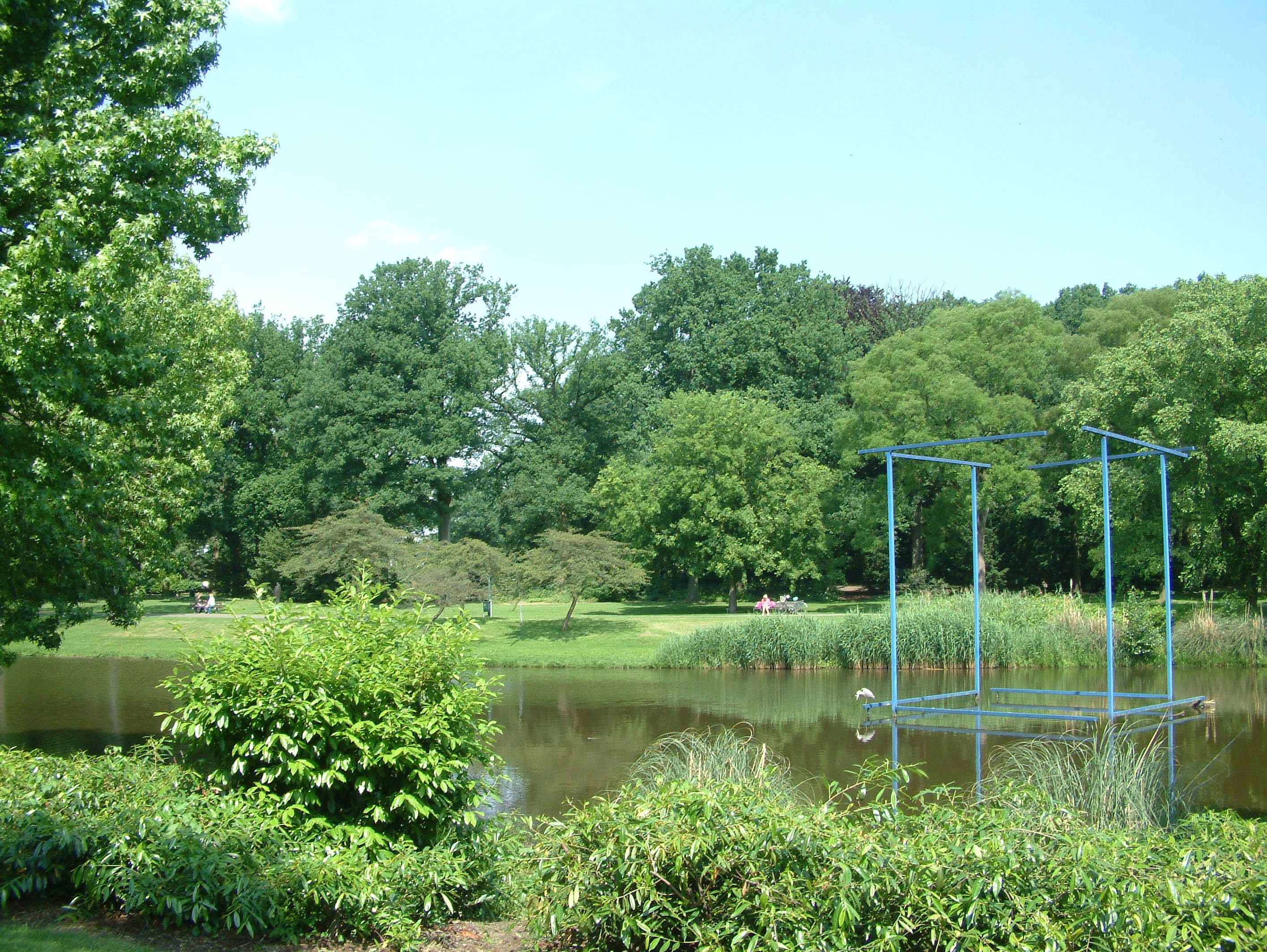
Stadswandelpark

Eindhoven is een groene gemeente, met veel parken en plantsoenen. Eindhoven is de groenste stad van de grootste vijf steden van Nederland, maar ook nog de groenste gemeente van de vijf grootste Brabantse steden. Ongeveer een derde van alle openbare ruimte in Eindhoven is "groen". De oppervlakte groen berekend per woning is bijna 100 m². Enkele grote parken in Eindhoven zijn onder meer het Stadswandelpark met nabijgelegen plantsoenen zoals het Anne Frankplantsoen, de Genneper Parken in het zuiden van Eindhoven en aan de noordkant onder meer het Philips van Lenneppark nabij Landgoed De Wielewaal, het Philips de Jongh Wandelpark bij de Herdgang en het Henri Dunantpark dat in de wijk De Tempel ligt. Verder heeft Eindhoven ook wandelroutes in onder andere de Stratumse Heide en het Eckartse Bos.

## Musea

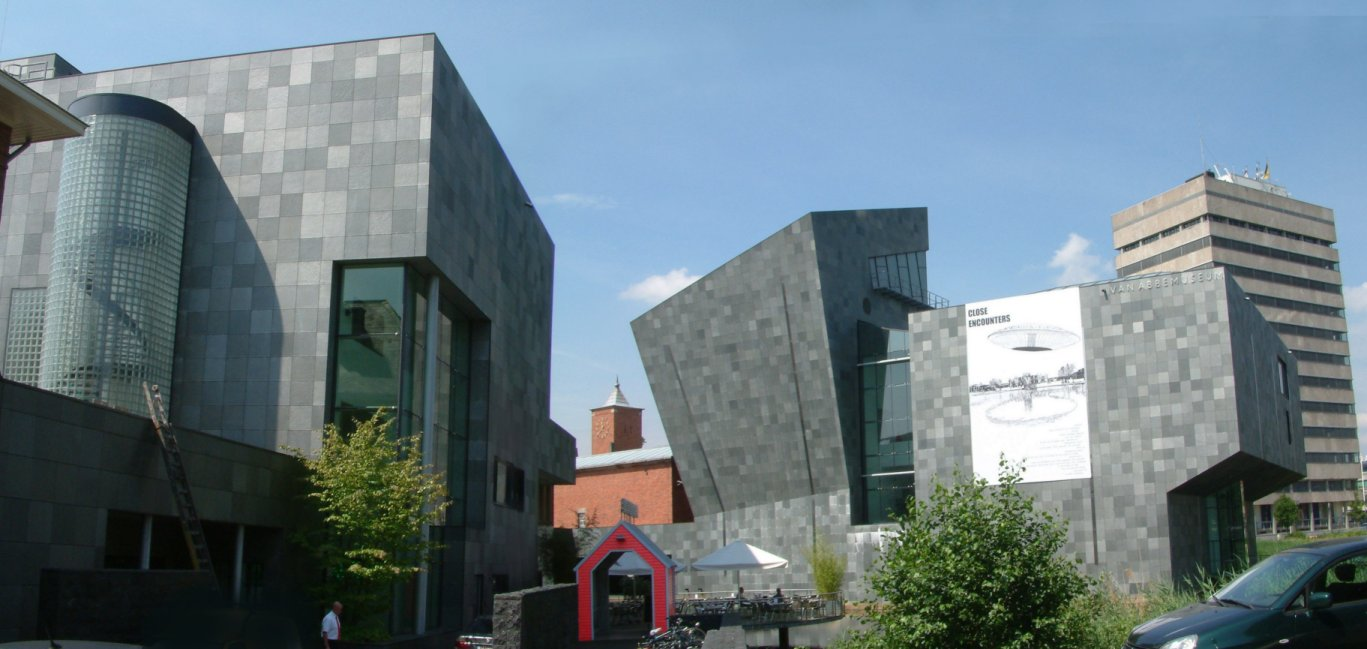
De nieuwe vleugel van het van Abbemuseum

De belangrijkste musea in Eindhoven zijn:
- Van Abbemuseum, moderne kunst en vormgeving
- Centrum Kunstlicht in de Kunst, museum voor lichtkunst
- Philips Gloeilampenfabriekje anno 1891, museum over de vroegere gloeilampenfabricage
- Museum Kempenland, een voormalig cultuurhistorisch museum. De collectie valt nu onder beheer van Eindhoven Museum
- preHistorisch Dorp, archeologisch openluchtcentrum met de ijzertijd van Brabant en middeleeuwen van Eindhoven als thema. Dit was voorheen het Historisch Openlucht Museum Eindhoven en is onderdeel van Eindhoven Museum
- DAF Museum, museum over de gelijknamige autofabrikant
- MU Hybrid Arthouse, gelegen in een oude Philipsfabriek met veelal technische kunstinstallaties.[3]

## Openbare kunst

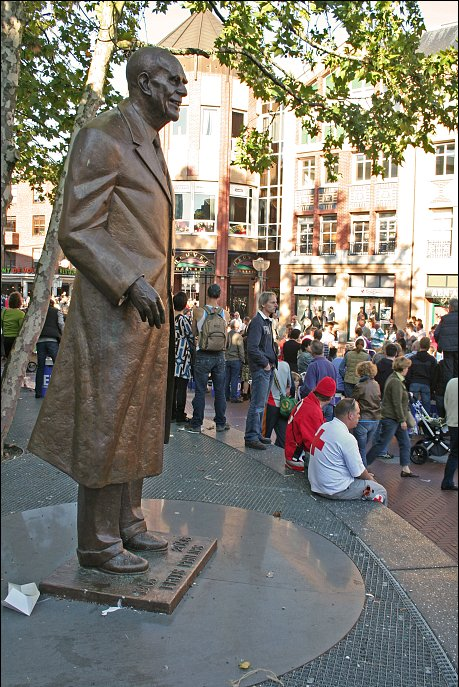
Standbeeld Frits Philips op de Markt in Eindhoven

Eindhoven heeft ook veel kunst in de openbare ruimte.
- De Flying Pins, ontworpen door het kunstenaarsduo Claes Oldenburg en Coosje van Bruggen, is een uitvergrote verbeelding van omver geworpen gele kegels. Dit kunstwerk is tevens het grootste openbare kunstwerk in Nederland.
- Op het Stadhuisplein is het bevrijdingsmonument te bewonderen, waarvan de beeldengroep is ontworpen door de beeldhouwer/docent Paul Grégoire.
- Op de Markt is het beeld te vinden van Jan van Hooff, vervaardigd door Auke Hettema in 1992. Het betreft een patriot die leefde van 1755-1816.
- Beeld van Frits Philips. Dit bronzen beeld van de honderdjarige ex-president-directeur van Philips werd in 2007 op de Markt geplaatst. Het werd ontworpen door Kees Verkade.
- Standbeeld Anton Philips. Dit bronzen beeld staat voor het station. Het werd ontworpen door Oswald Wenckebach en het is onthuld in 1951.
- Lampenmaakstertje. Dit beeldje uit 1966 eert de mensen die eveneens een beslissende bijdrage aan de groei van Philips hebben geleverd: de arbeiders en dan in het bijzonder de vrouwelijke arbeiders. Het bevond zich tot 7 april 2009 op de hoek Emmasingel-Mathildelaan en het is ontworpen door Jos van Riemsdijk.
- Radiomonument. Een beeld van een roepende vrouw ter herinnering aan de eerste radioverbinding die in 1927 door Philips tot stand werd gebracht tussen Nederland en het toenmalige Nederlands Indië. Het beeld, een rijksmonument, is geplaatst bij een vijver in het Stadswandelpark.
- In het stadswandelpark zijn verder nog een dertigtal kunstwerken geplaatst.

Verder zijn er in de binnenstad tal van andere beelden en kunstwerken te bewonderen, net als op vele locaties in de wijken.

## Theater en muziek
Met het Parktheater beschikt Eindhoven over een van de grotere schouwburgen van Nederland. Deze schouwburg dankt zijn naam aan zijn ligging, direct naast het stadswandelpark. Het heeft drie zalen waarvan de grootste zaal geschikt is voor maximaal 950 bezoekers. Jaarlijks trekt de schouwburg ongeveer 250.000 bezoekers. Enkele andere locatie op het gebied van onder meer cultfilms en toneel is het Plaza Futura Ook op muziekgebied kent Eindhoven diverse locaties voor deze kunstuiting. Natuurlijk kan dat in de al eerder genoemde schouwburg, maar met de Effenaar, een poppodium, en Muziekcentrum Frits Philips herbergt Eindhoven twee locaties die in het teken staan van muziek. Beide muziekcentra trekken jaarlijks meer dan 150.000 bezoekers. Bovendien worden het beursgebouw en het Philips Stadion gebruikt voor muziekoptredens.

## Uitgaansgebieden

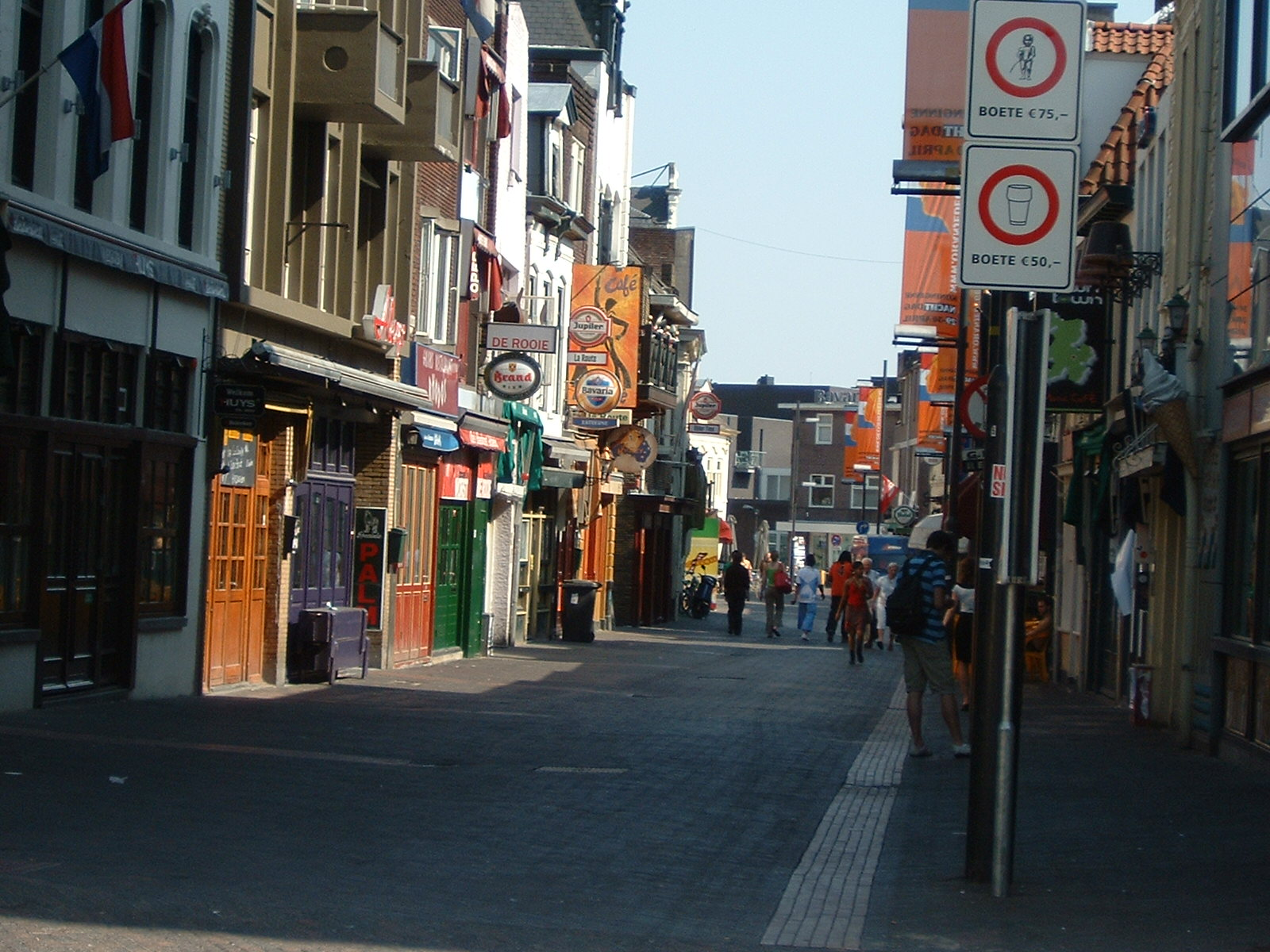
Stratumseind

Na sluitingstijd van de winkels kent Eindhoven een levendig uitgaansleven. Uitgaan kan in de talrijke gelegenheden van (dans)cafés, grand-cafés en discotheken tot bruine kroegen. Centraal gelegen ligt de Markt met voornamelijk grand cafés en grote terrassen. Aan de zuidkant van het centrum liggen Stratumseind, de langste caféstraat van Nederland, met meer dan 50 aaneengesloten (dans)cafés, kroegen en discotheken en de Stratumsedijk, in het verlengde van het Stratumseind. Op de Stratumsedijk bevinden zich onder meer enkele gayclubs. Bij het station zijn het Stationsplein, met grand cafés, terrassen, restaurants, een discotheek en een bioscoop gevestigd, net als de Dommelstraat, een uitgaansgebied aansluitend op het Stationsplein met enkele cafés en een jaren 60-muziek discotheek gevestigd. Op het einde van de straat is poppodium de Effenaar te vinden. In het gebied De Bergen, ten westen van het centrum, liggen onder meer het Wilhelminaplein met vooral bruine kroegen (vaak met live-optredens) en terrassen en de Grote en Kleine Berg met onder meer bruine kroegen, cafés, grand cafés en restaurants.

## Foto's

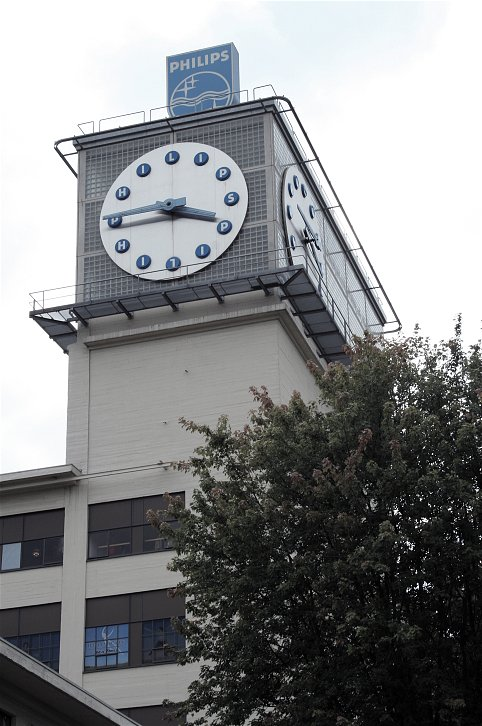
Het Klokgebouw (Strijp-S)
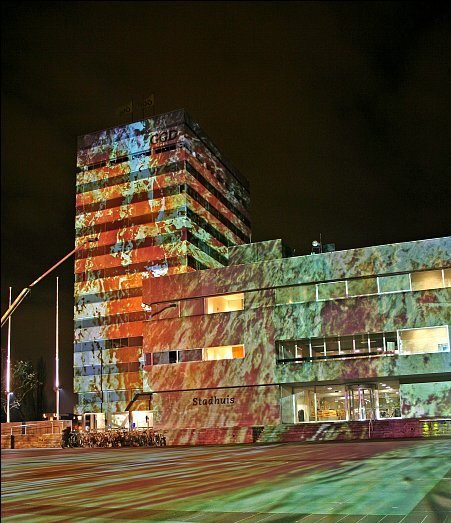
Het stadhuis tijdens Glow2007
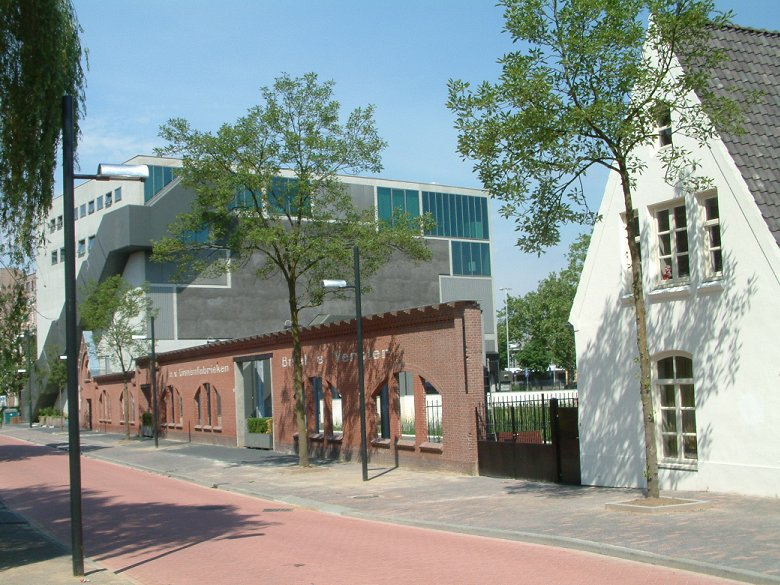
De Effenaar, gevestigd op de plaats van een voormalige linnenfabriek
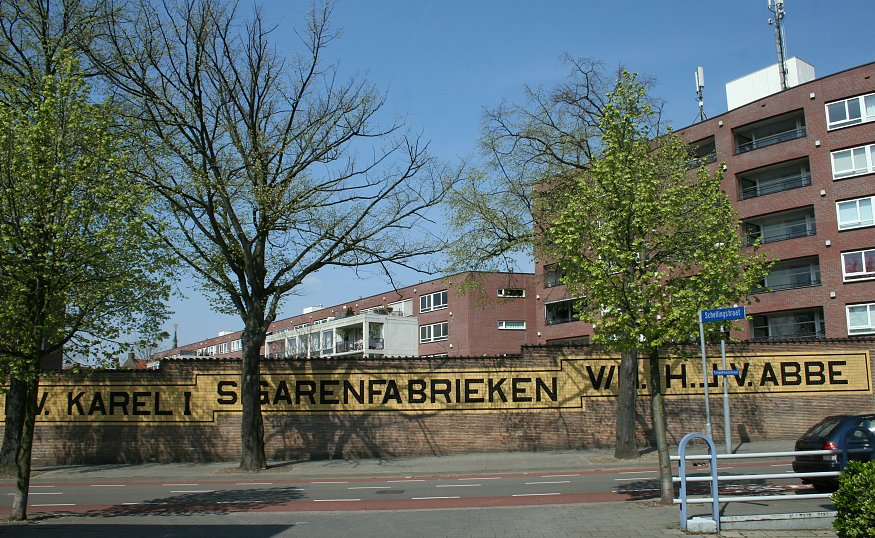
Muur als restant van een voormalige sigarenfabriek, nu woongebied

### Religieuze bouwwerken
- Sint Catharina
- Paterskerk
- Sint-Joriskerk
- Sint-Martinuskerk
- Sint-Petruskerk
- Steentjeskerk
- Oude Toren
- Sint-Lambertuskerk

### Openbare kunst

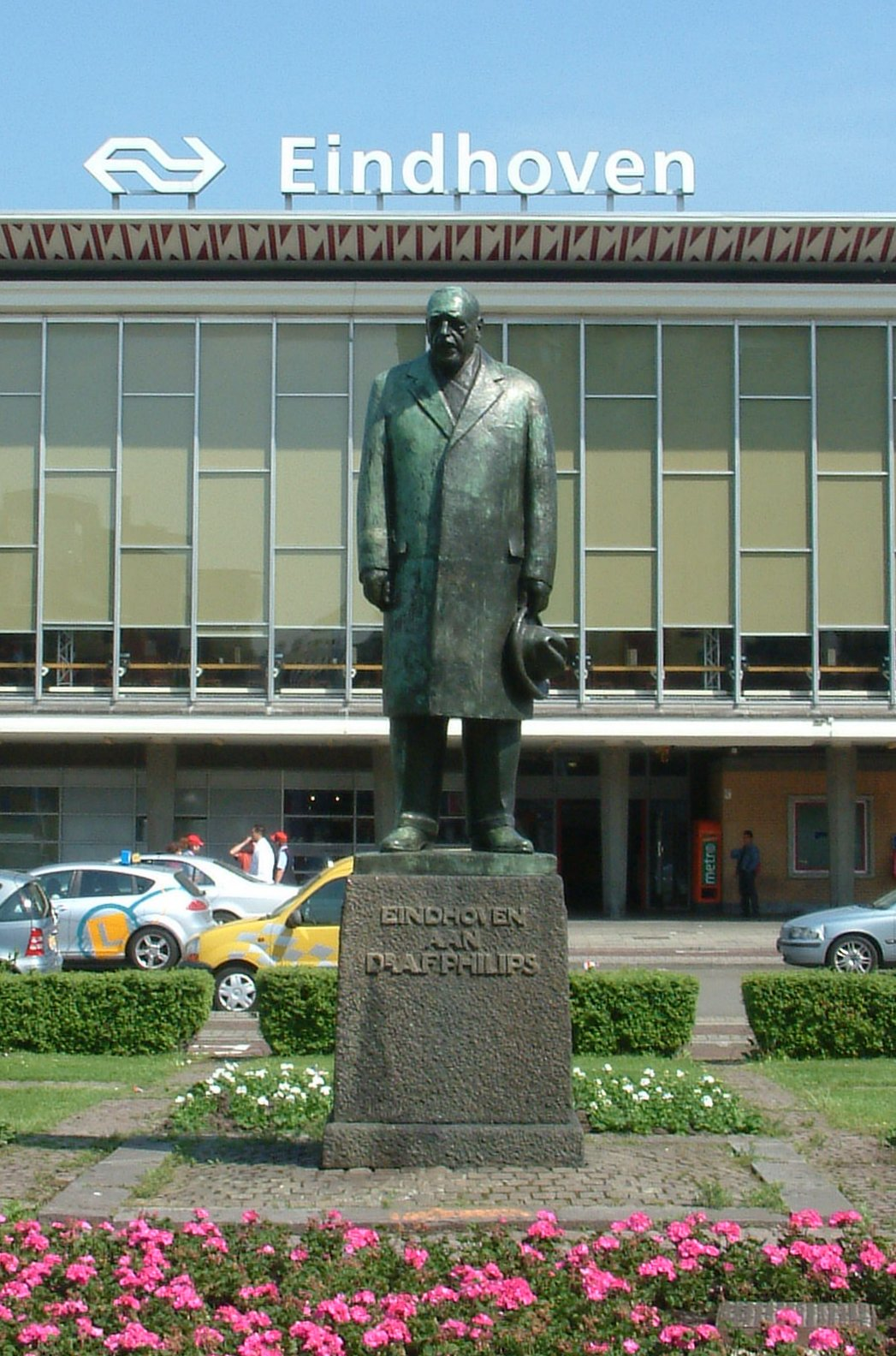
Anton Philips voor het Centraal Station
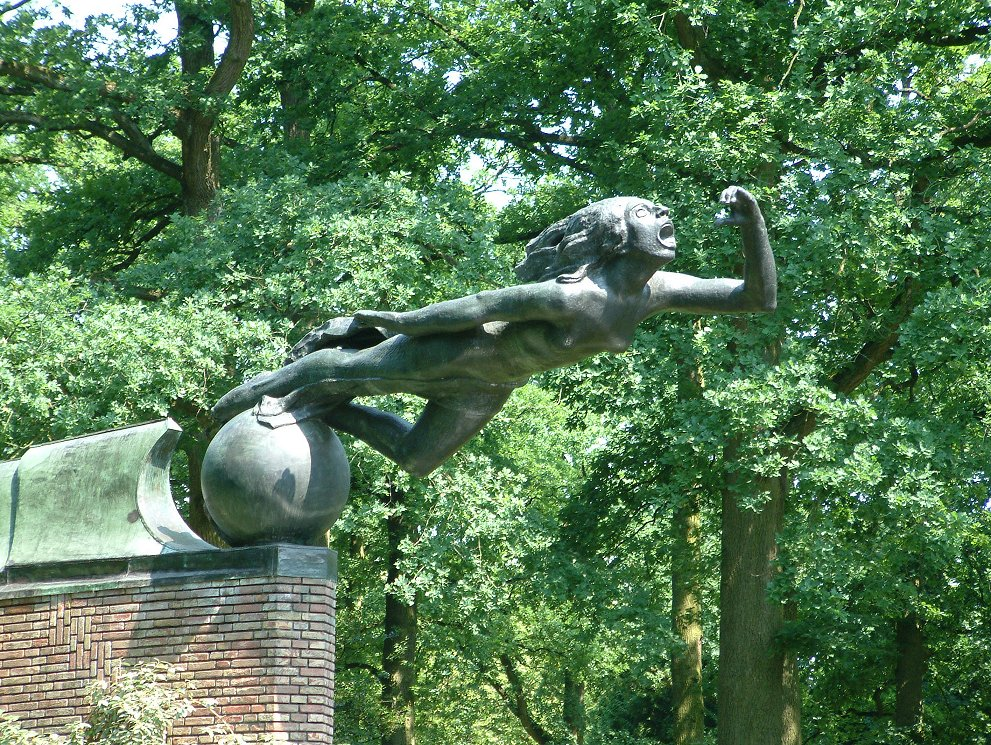
Radiomonument in het Stadswandelpark
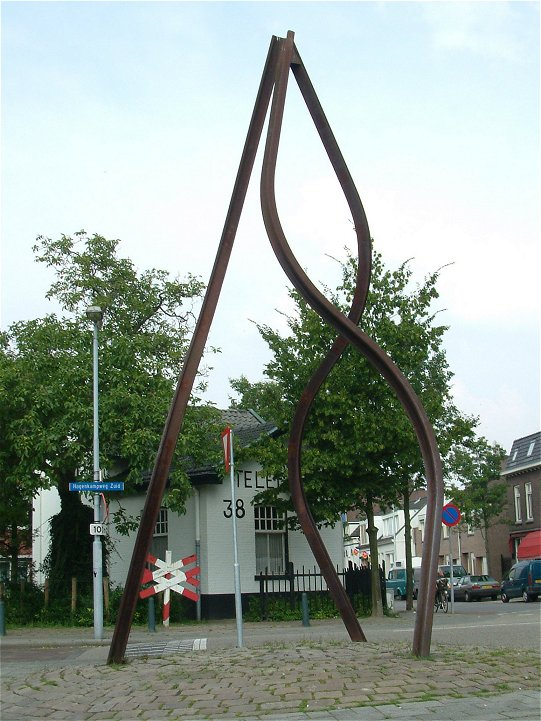
Kunstwerk bij het oude spoorhuisje van spoorlijn Eindhoven-Hasselt
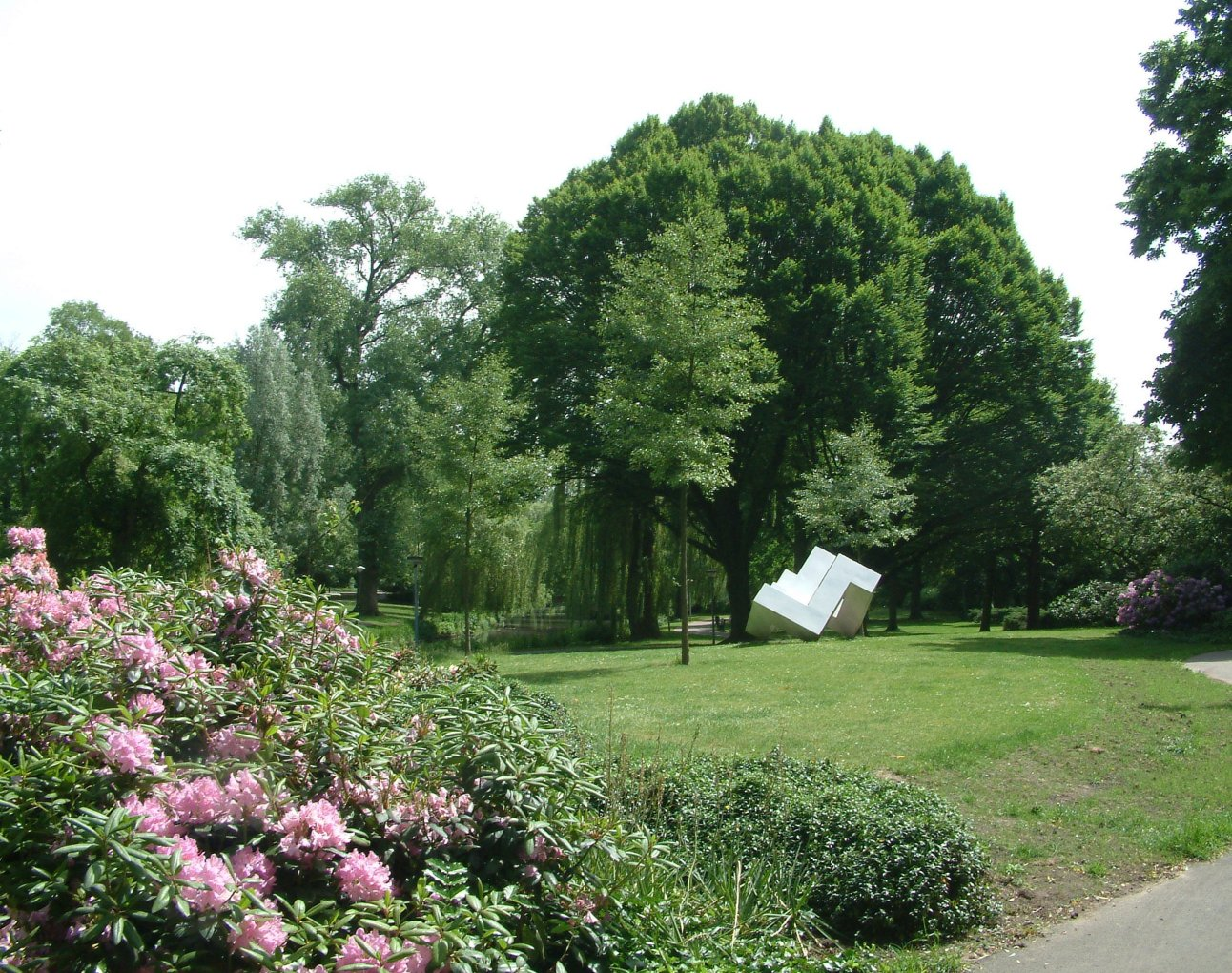
Wit object van Ries Linnartz in het Anne Frankplantsoen
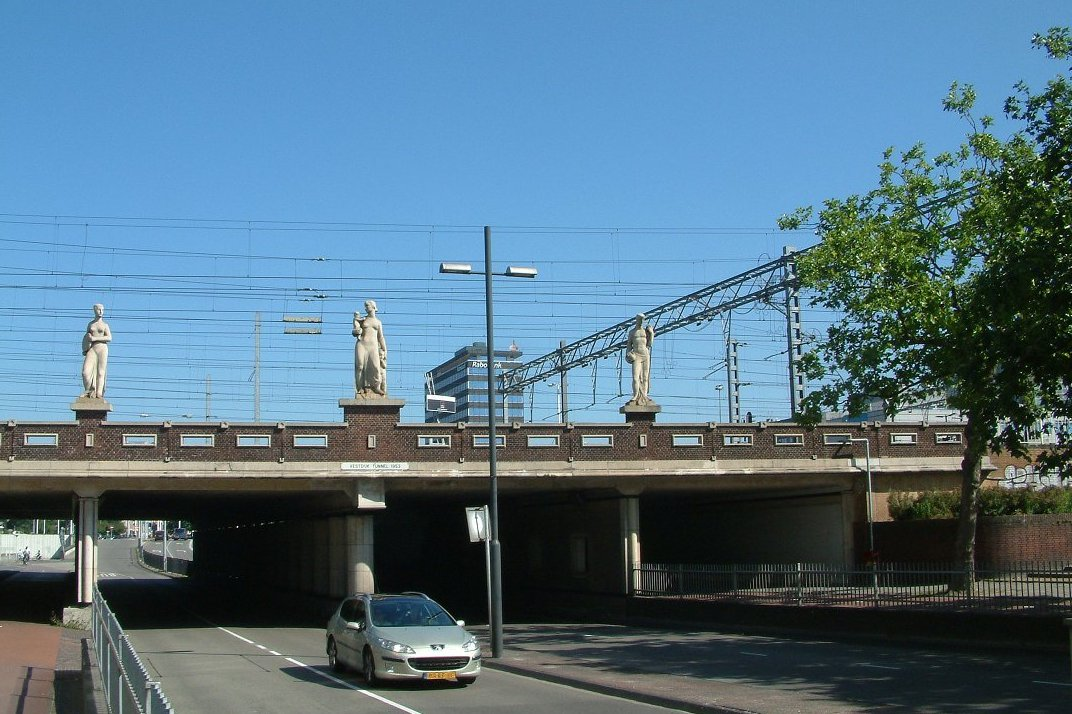
Beelden van Joop Hekman op de Vestdijktunnel
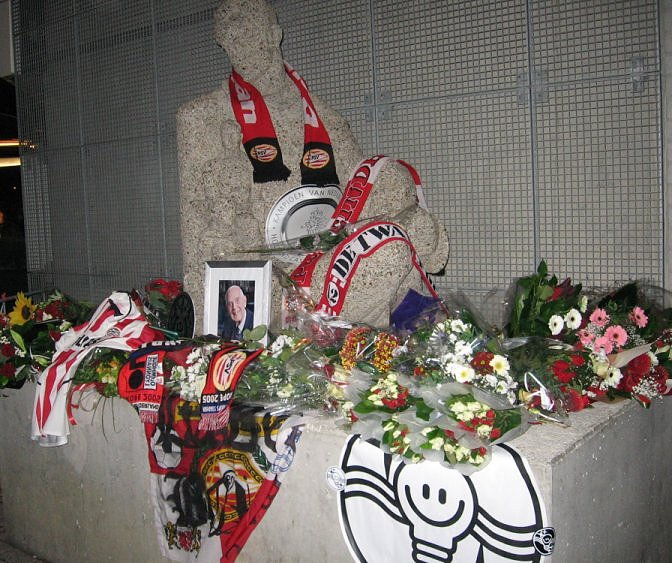
Sport van Albert Poels. Eerbetoon aan Frits Philips op 6 december 2005
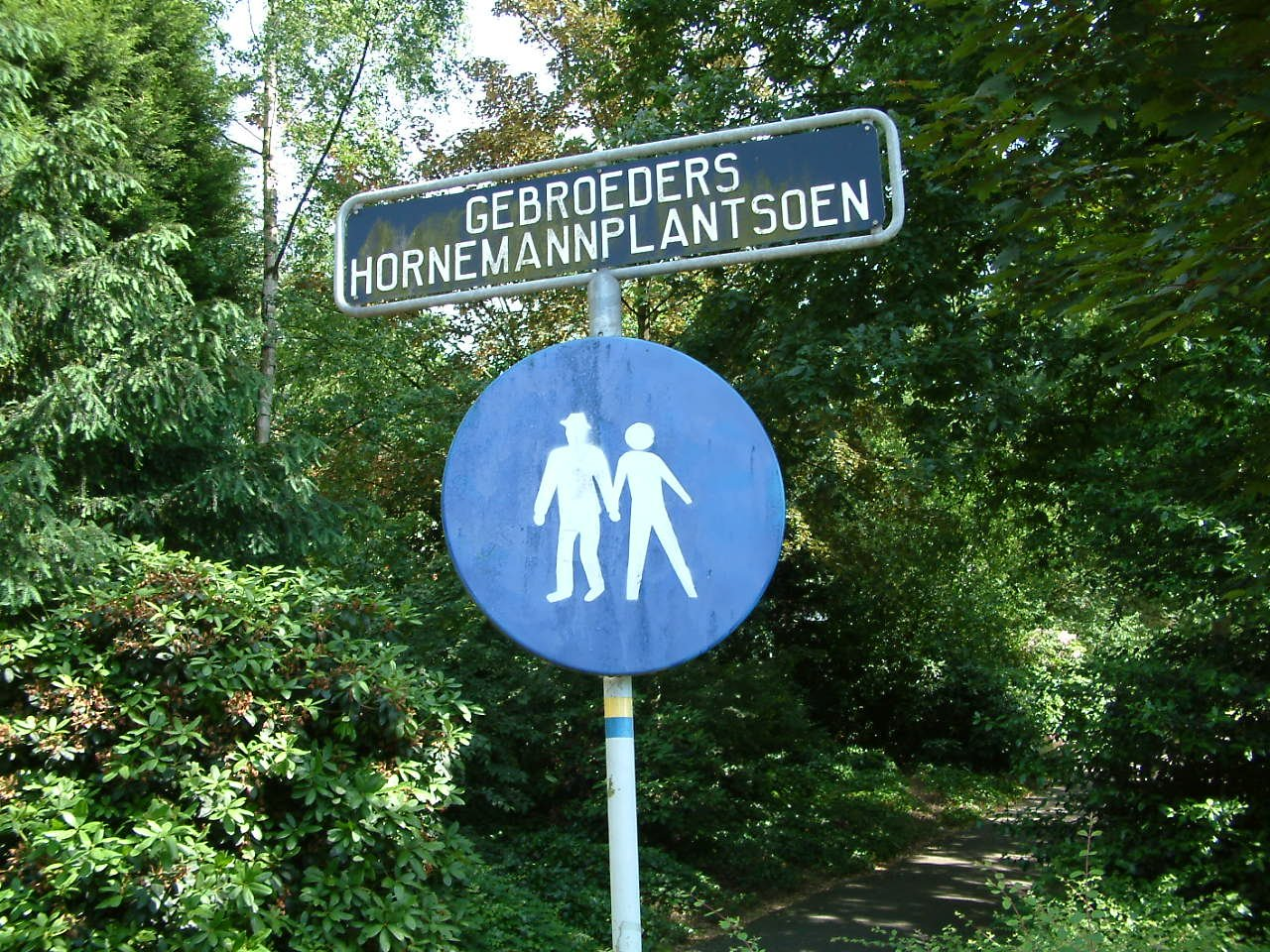
Openbare, anonieme kunst in het Anne Frankplantsoen
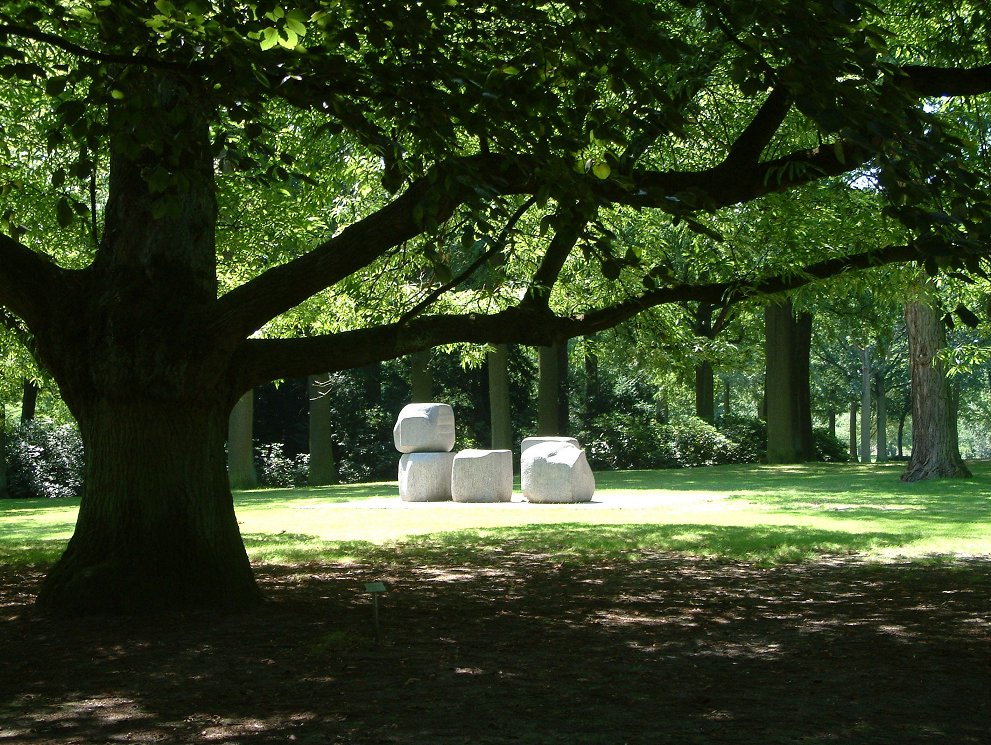
Openbare kunst in het Stadswandelpark
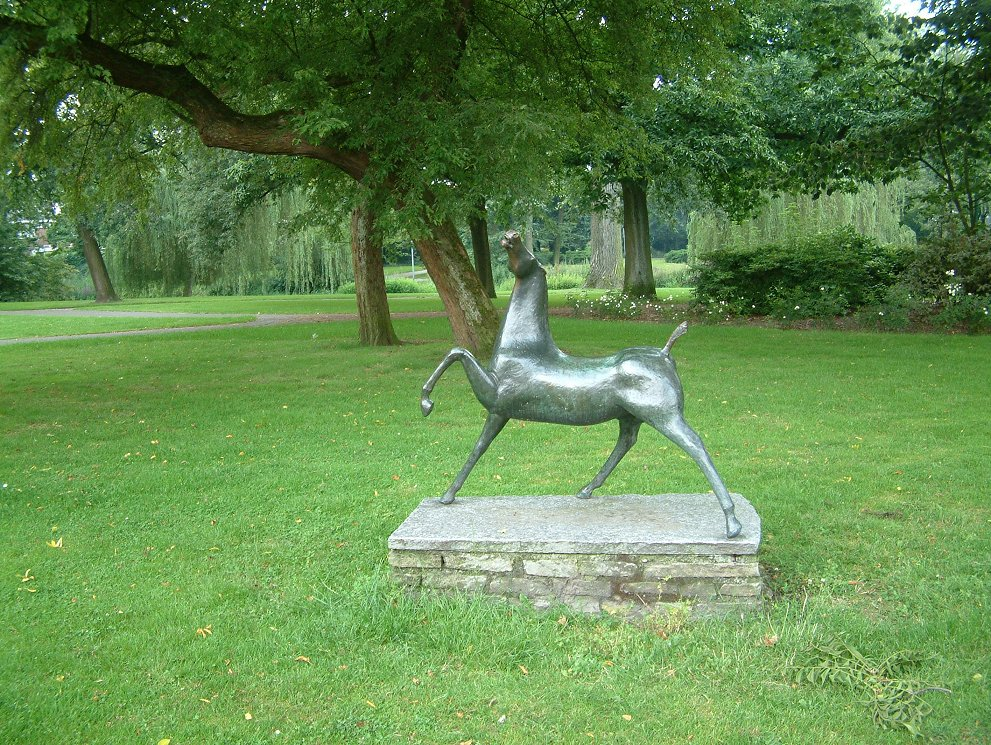
Paard van Otto Bänninger in het Anne Frankplantsoen, gestolen in 2010